# Rue Roger-Salengro (Villetaneuse)
Pour les articles homonymes, voir Rue Roger-Salengro.
La rue Roger-Salengro, est une voie de communication de Villetaneuse. Elle forme un des axes principaux de la vieille ville,.

## Situation et accès
La rue se situe vers le nord de la commune de Villetaneuse, au nord du département de la Seine-Saint-Denis. Elle est délimitée au sud par la rue Étienne-Fajon et au nord par le croisement entre l'avenue Victor-Hugo, la rue Maurice-Grandcoing et l'avenue Jean-Jaurès. Elle se connecte également au carrefour giratoire[à définir] qui la relie à l'avenue de la Division-Leclerc, la rue Étienne-Fajon (deuxième connexion), la rue Pasteur et la rue Édouard-Vaillant), à la rue de l'Hôtel-de-Ville, à la rue Maurice-Utrillo, à la rue du 19-Mars-1962, au chemin de l'Égout-du-Pays, à la rue Albert-Walter et à la rue Auguste-Blanqui.
La gare la plus proche est celle de Villetaneuse-Université.

## Historique
La rue Roger-Salengro s'appelait autrefois « rue de Paris ».
La partie au nord qui portait le même nom, a été renommée rue Maurice-Grandcoing, fusillé comme otage le 11 août 1942 au Mont-Valérien.

## Origine du nom
Cette rue a été renommée ainsi en hommage à l'homme politique Roger Salengro (1890-1936).

## Bâtiments remarquables et lieux de mémoire
- Église Saint-Liphard
- La cité Renaudie, dite Le Vieux Pays[6], réalisée en 1982 par l'architecte Jean Renaudie[7] et terminée par son fils Serge[8]. Risquant la démolition en 2003[9], cet ensemble architectural a été réhabilité dans les années 2010[10].
- Médiathèque Jean-Renaudie[11]

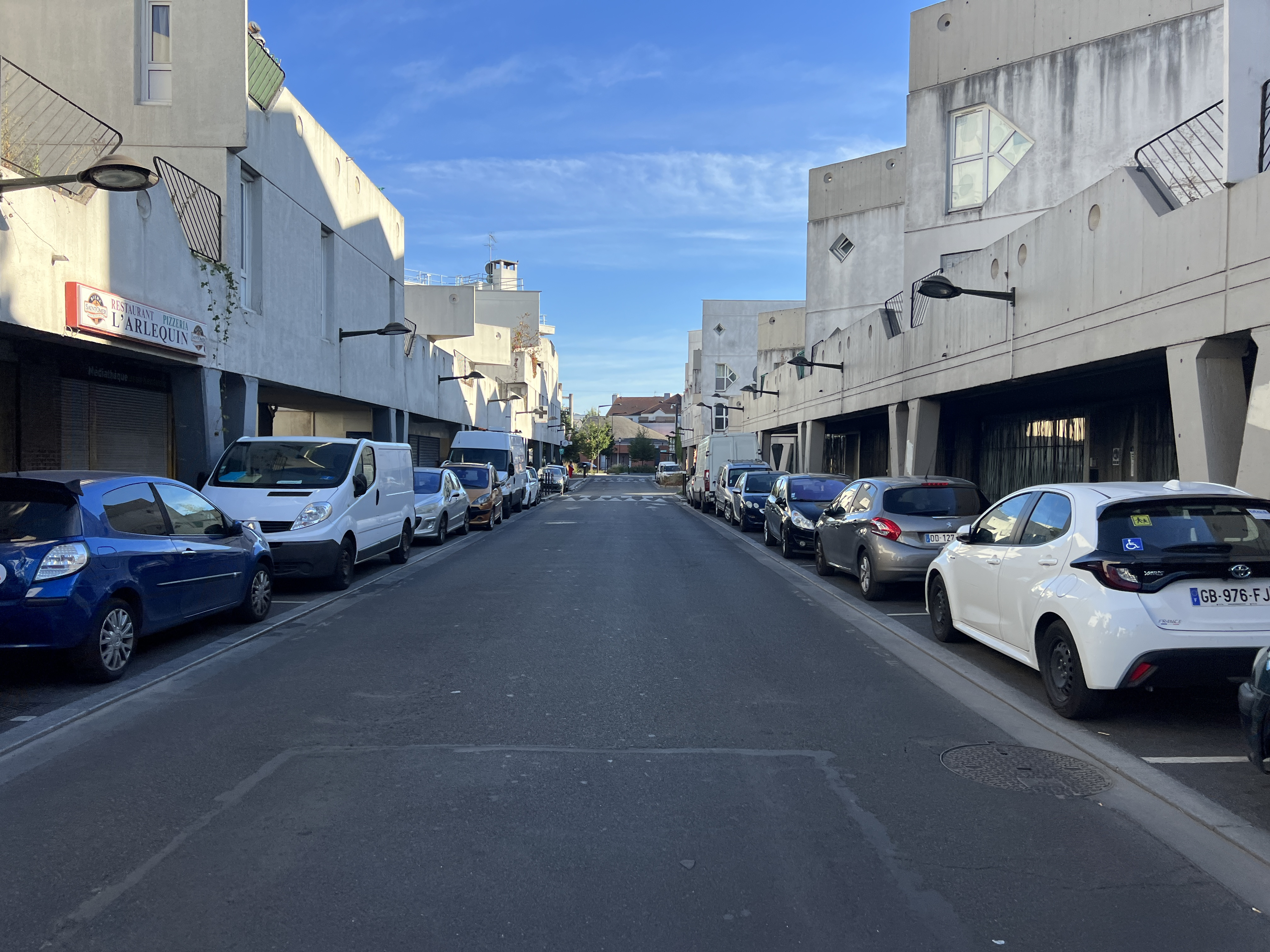
La rue en août 2022.
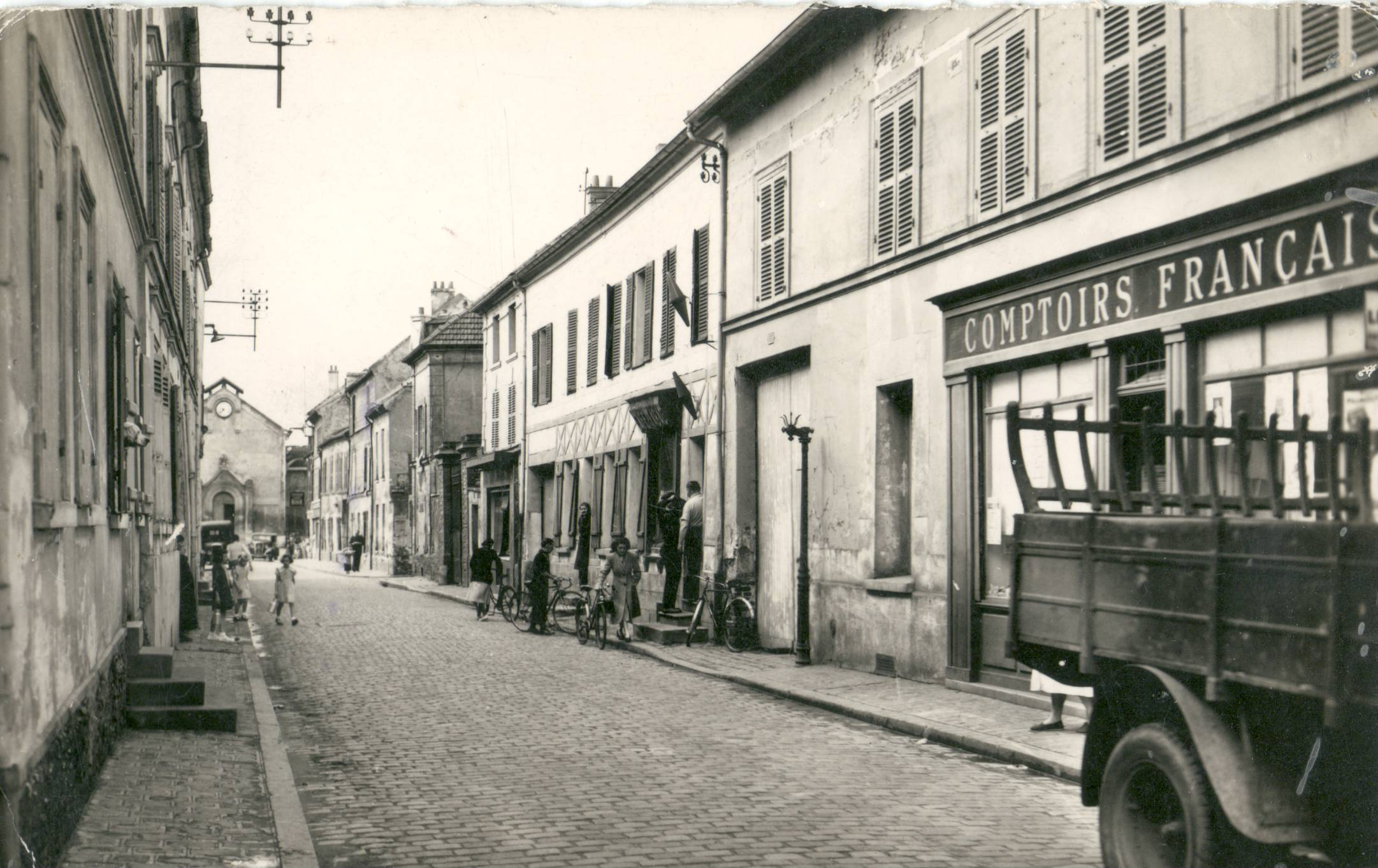
Villetaneuse, rue Roger-Salengro.
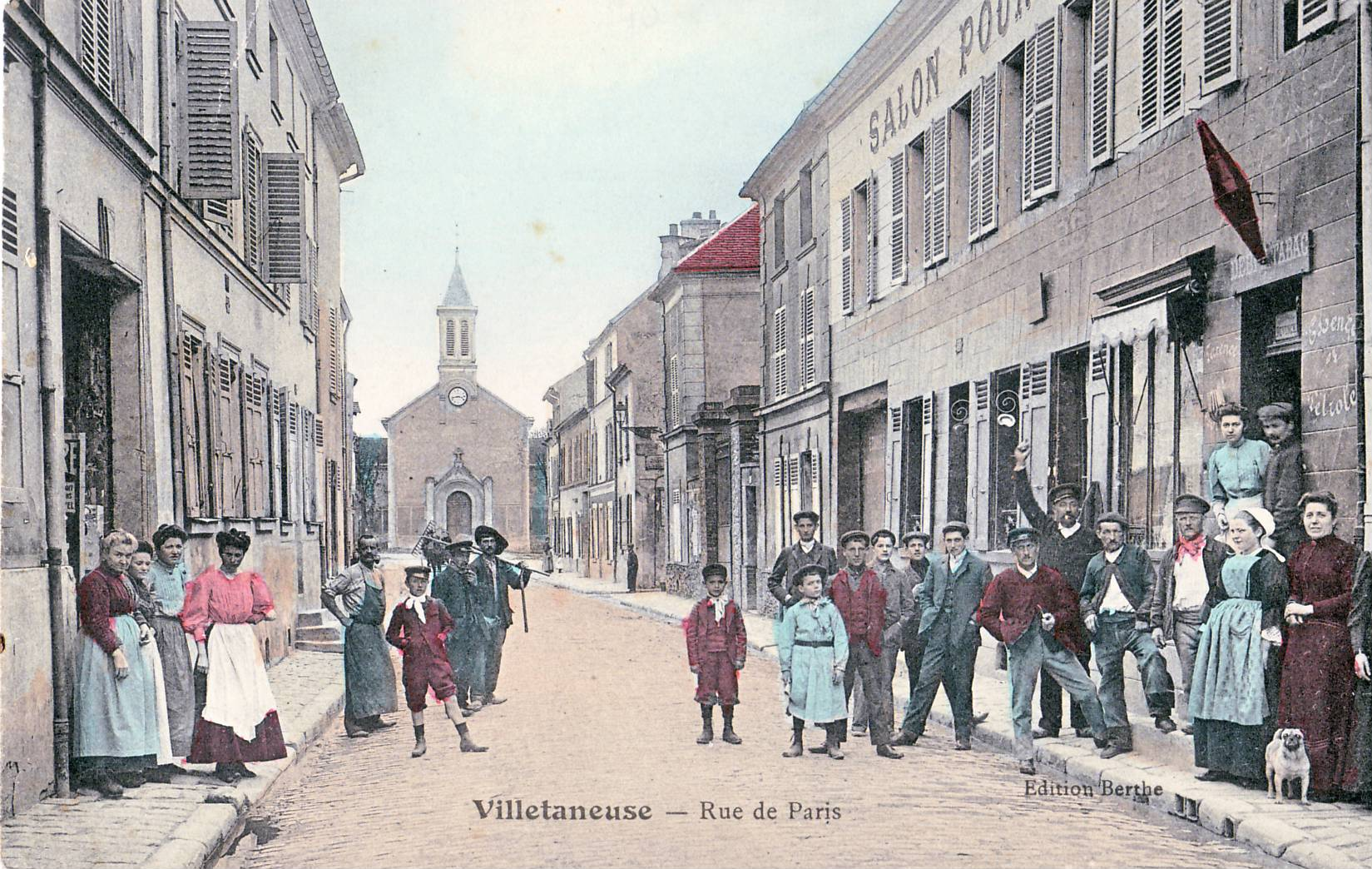
Rue de Paris vers l'église, av. 1908.